# Upucerthie du Chaco
Tarphonomus certhioides
Espèce
Synonymes
- Ochetorhynchus certhioides
- Upucerthia certhioides

Statut de conservation UICN

 LC  : Préoccupation mineure
L’Upucerthie du Chaco (Tarphonomus certhioides) est une espèce de passereaux de la famille des Furnariidae.

## Répartition
On la trouve en Argentine, Bolivie et Paraguay.

## Sous-espèces
D'après Alan P. Peterson, 3 sous-espèces ont été décrites :
- Tarphonomus certhioides certhioides (d'Orbigny & Lafresnaye, 1838) ; elle vit au nord-est de l'Argentine ;
- Tarphonomus certhioides estebani (Wetmore & Peters, JL, 1949) ; elle vit au sud-centre de la Bolivie, au nord de l'Argentine et à l'ouest du Paraguay ;
- Tarphonomus certhioides luscinia (Burmeister, 1860) ; elle vit à l'ouest de l'Argentine.

## Habitat
Elle habite les zones de broussailles sèches subtropicales et tropicales.